# Globba siamensis
Globba siamensis är en enhjärtbladig växtart som först beskrevs av William Botting Hemsley, och fick sitt nu gällande namn av William Botting Hemsley. Globba siamensis ingår i släktet Globba och familjen Zingiberaceae. IUCN kategoriserar arten globalt som livskraftig. Inga underarter finns listade i Catalogue of Life.